# Nebrioporus canariensis
Nebrioporus canariensis is een keversoort uit de familie waterroofkevers (Dytiscidae). De wetenschappelijke naam van de soort is voor het eerst geldig gepubliceerd in 1881 door Bedel.